# ハード・チェック
『ハード・チェック』（原題：Blue Chips）は、1994年制作のアメリカ合衆国の映画。
大学のバスケットボール・チームを舞台に、金まみれのスポーツ界の実態を批判したスポーツ・ドラマ映画。ウィリアム・フリードキン監督、ロン・シェルトン脚本・製作総指揮。シャキール・オニールやアンファニー・ハーダウェイといったNBAのスター選手やコーチが多数出演している。
日本では劇場未公開で、WOWOWでの放送タイトルは『栄光なきシュート/全米カレッジ・バスケの罠』。

## あらすじ
ウエスタン大学のバスケットボール・チーム“ドルフィンズ”は過去に2度の全米優勝を経験した強豪であったが、最近は不振にあえいでいた。
コーチのピート・ベルはチームを再びトップの座に返り咲かせるべく、地元の高校などから優秀な選手をスカウトしようとするが、地元の有望選手は他所の大学に買収で次々と獲得されていった。しかし、クリーンなチーム運営を行うことをモットーとしているピートは買収工作を嫌い、決してそれをしようとはしなかった。
ピートは新人選手のスカウトを開始、各地の高校などを回った結果、ブッチ、リッキー、ネオンの3人の有望な若者を見つけ出す。しかし、彼らの親は入学の代償として高額な裏金や物品を要求してくる。買収工作を嫌うピートは何とか買収をせずに大学入りを説得しようとするのだったが、背に腹は替えられず、とうとう買収を行ってしまう。
こうして大学入りした3人は期待通りの活躍を始めるが、ピートは自分の行った買収行為に苛まれていた。

## キャスト
- ピート・ベル：ニック・ノルティ（吹替：玄田哲章）
- ジェニー・ベル：メアリー・マクドネル（吹替：弥永和子）
- ハッピー：J・T・ウォルシュ（吹替：稲葉実）
- エド：エド・オニール（吹替：沢木郁也）
- スリック：シルク・コザート（吹替：金尾哲夫）
- ヴィック：ボブ・クージー（吹替：丸山詠二）
- ネオン：シャキール・オニール（吹替：中村大樹）
- ブッチ：アンファニー・ハーダウェイ（吹替：小野英昭）
- リッキー：マット・ノヴァー（吹替：坪井智浩）
- ラヴァダ：アルフレ・ウッダード（吹替：さとうあい）
- ドノホー：トッド・ドノホー（吹替：西村知道）
- コーストのコーチ：（吹替：島香裕）
- トニー：アンソニー・C・ホール（吹替：小野健一）
- ピティーノ：リック・ピティーノ（吹替：田原アルノ）
- ジャック：ケヴィン・ベントン（吹替：堀之紀）
- フレディ：ビル・クロス（吹替：糸博）
- メル：マーケス・ジョンソン（吹替：土方優人）
- リッキーの父：ジム・ビーヴァー
- ドーキンス神父：ルイス・ゴセット・ジュニア（クレジットなし）（吹替：沢木郁也）
- ロバート・ウール

※吹替版はビデオ版。DVD未収録。